# Hey, Soul Sister
«Hey, Soul Sister» — песня американской рок-группы Train, выпущенная в 2009 году качестве сингла с пятого студийного альбома группы Save Me, San Francisco.
Песня заняла третье место в чарте Billboard Hot 100. В 2010 году песня была самой продаваемой в iTunes Store. В 2010 году песня стала второй из самых продаваемых песен в США. Это также самый коммерчески успешный сингл группы на сегодняшний день, достигший номер один в 16 странах. 21 сентября 2012 года сингл получил 6-кратную платиновую сертификацию Ассоциации звукозаписывающей индустрии Америки (RIAA).